# Oscar D'Aniello
Óscar D'Aniello (Barcelona, 6 de julio de 1977) es un cantante, compositor y productor musical español, conocido principalmente por ser el vocalista y fundador del grupo Delafé y las Flores Azules. Su estilo mezcla géneros como el pop, el hip hop, el soul y la electrónica, con letras introspectivas y emotivas.

## Trayectoria musical
Inició su carrera a finales de los años 1990 en la escena alternativa de Barcelona. En 2003, junto con Helena Miquel, fundó Delafé y las Flores Azules, un proyecto que fusionó spoken word, rap melódico y electrónica pop. Su primer álbum, vs. El Monstruo de las Ramblas, fue un éxito de crítica en el circuito indie español.[cita requerida]
A lo largo de los años, el grupo cambió de nombre y formación, pasando a llamarse solo Delafé tras la salida de Miquel. Óscar continuó el proyecto en solitario, explorando nuevas sonoridades sin perder su estilo lírico y sentimental característico.

## Otros trabajos
Además de su labor musical, Óscar D'Aniello ha participado en documentales, proyectos audiovisuales y colaboraciones con otros artistas de la escena independiente española. También ha dirigido videoclips y trabajado como fotógrafo ocasional.

## Estilo e influencia
Sus letras suelen girar en torno al amor, la vida cotidiana, la melancolía y la belleza de los pequeños detalles. Ha citado como influencias a artistas como The Postal Service, Marvin Gaye, Nacho Vegas y Kase.O.[cita requerida]

## Vida personal
De raíces italianas por parte de padre, ha vivido siempre en Barcelona, ciudad que ha influido profundamente en su estética y discurso artístico.[cita requerida] Es también aficionado al ciclismo, deporte que ha aparecido como motivo en varios de sus videoclips y canciones.

## Discografía
- Delafé y las Flores Azules vs. El Monstruo de las Ramblas (2005)
- La luz de la mañana (2007)
- Delafé y las Flores Azules vs. Las trompetas de la muerte (2010)
- De ti sin mí/ De mí sin tí (Delafé y las Flores Azules, 2013)
- Estonosepara (Delafé, 2016)
- Hay un lugar (Delafé, 2019)
- Amor (Delafé y las Flores Azules, 2025)